# Baorisa sulewesiana
Baorisa sulewesiana är en fjärilsart som beskrevs av Behounek, Speidel och Thöny. Baorisa sulewesiana ingår i släktet Baorisa och familjen nattflyn. Inga underarter finns listade i Catalogue of Life.